# Lilbourne
Lilbourne är en ort och civil parish i Storbritannien.   Den ligger i grevskapet Northamptonshire i riksdelen England, i den södra delen av landet, 120 km nordväst om huvudstaden London. Lilbourne ligger 111 meter över havet och antalet invånare är 363.
Terrängen runt Lilbourne är platt. Runt Lilbourne är det ganska tätbefolkat, med 116 invånare per kvadratkilometer. Närmaste större samhälle är Rugby, 6,3 km väster om Lilbourne. Trakten runt Lilbourne består till största delen av jordbruksmark.